# Bunleua Sulilat
Bunleua Sulilat (souvent appelé Luang Pu Bunleua Sulilat ; thaï : หลวงปู่บุญเหลือ สุรีรัตน์, RTGS : Luangpu Bunluea Surirat, prononcé [lǔa̯ŋ.pùː būn.lɯ̌a̯ sù(ʔ).rīː.rát] ; de nombreuses variantes de l'orthographe existent dans les langues occidentales : voir ci-dessous) est un mystique thaïlandais/isan/lao, créateur de mythes, chef de culte spirituel et artiste sculpteur. Il est à l'origine de la création de deux parcs à thème religieux présentant des sculptures fantastiques géantes en béton sur les rives du Mékong, près de la frontière entre la Thaïlande et le Laos : le parc du Bouddha (lao : ວັດຊຽງຄວນ, thaï : วัดเซียงควน) du côté lao (25 km au sud-est de Vientiane), et Sala Keoku (Thai : ศาลาแก้วกู่) du côté thaï (3 km à l'est de Nong Khai).

## Biographie
Bunleua Sulilat est né en 1932, septième de huit enfants, dans une famille de la province de Nong Khai, en Thaïlande. Selon une légende, alors qu'il était jeune homme, il est tombé dans une grotte et a ainsi rencontré l'ermite Keoku, son mentor spirituel, qui a donné son nom à Sala Keoku (la salle de Keoku).
Après avoir terminé son apprentissage avec Keoku, Sulilat se lança dans la sculpture monumentale et procéda à la construction (en 1958) de son premier jardin de sculptures en béton, le parc du Bouddha, près de Vientiane, au Laos. Inquiet du climat politique au Laos après la révolution communiste de 1975, Sulilat traversa le Mékong en fuyant vers la Thaïlande. En 1978, il commença la construction d'un nouveau jardin de sculptures, Sala Keoku, situé de l'autre côté de la rivière, en face de l'ancien jardin.
La personnalité excentrique et captivante de Sulilat et le syncrétisme de bouddhisme et d'hindouisme qu'il professait ont exercé un grand attrait sur certains habitants, et Sala Keoku est devenu une sorte de siège de secte religieuse. Le titre de Luang Pu (habituellement réservé aux moines) fut appliqué à Sulilat, qui était techniquement un laïc. Les deux parcs ont été construits avec du béton donné par des centaines d'enthousiastes non qualifiés travaillant sans rémunération. Certains habitants de la région considéraient Sulilat comme un fou.
Dans ses dernières années, Sulilat a été victime d'une chute de l'une de ses sculptures géantes. Par la suite, sa santé s'est détériorée (le lien exact entre sa maladie et la chute n'est pas clair ; il semble qu'il ait souffert d'une maladie du sang), et il est mort en 1996. Son corps momifié a été enterré au 3e étage du pavillon Sala Keoku. 

## Style et vision
Les jardins de sculptures de Sulilat s'appuient sur la riche tradition d'art religieux de la région. Ce qui les distingue, ce sont leur nombre (plus de 200 pour le parc du Bouddha leurs dimensions physiques inhabituellement grandes (jusqu'à une vingtaine de mètres de haut, rendues possibles par l'utilisation de matériaux de construction modernes), leur fantaisie artistique hautement individualisée (et même excentrique) et leurs références contemporaines sporadiques (véhicules motorisés, armes à feu, vêtements occidentaux).
Ayant été érigés par une main-d'œuvre non qualifiée, les jardins présentent de beaux spécimens d'art naïf et d'art brut, et ils possèdent certainement la spontanéité et le sens de l'émerveillement enfantins caractéristiques. (Sulilat a affirmé ne pas avoir eu d'expérience artistique avant la construction du parc du Bouddha). Pourtant, une fois encore, l'échelle monumentale des projets et la nature organisée, communautaire et à long terme de la construction sont tout à fait remarquables dans le domaine de l'art brut.
Le béton aurait été choisi par Sulilat comme le matériau le moins cher et le plus accessible pour ses œuvres d'art. Il existe un grand nombre d'usines de ciment sur la rive laotienne du Mékong. Les statues ont été conçues par Sulilat lui-même, puis construites en utilisant du béton non peint (pour la plupart) renforcé par du métal. Les plus grandes installations reposent sur des structures de soutien en briques à l'intérieur. 
On peut trouver certains parallèles entre les parcs de Sulilat et les projets culturels à grande échelle de Lek Viriyaphan, en particulier les fantastiques compositions de sculptures sur bois du Sanctuaire de la Vérité. Toutefois, ces dernières ont été conçues et mises en œuvre à une autre échelle financière, avec un important apport de main-d'œuvre professionnelle. Ainsi, par rapport à l'héritage de Sulilat, un équilibre très différent entre la finesse du savoir-faire et l'expression artistique individuelle immédiate est maintenu dans ces projets. Wat Rong Khun est un autre exemple de site d'art bouddhiste thaïlandais contemporain non conventionnel.
La nature didactique de la vision de Sulilat trouve son expression la plus détaillée dans les représentations de la roue de l'existence karmique présentes dans ses deux jardins. La version de Sala Keoku est la plus élaborée des deux. Mélangeant des figures traditionnelles et contemporaines disposées en cercle, elle révèle la progression humaine de la naissance à la mort, qui revient à sa propre origine. La composition culmine lorsqu'un jeune homme franchit la clôture qui entoure l'ensemble de l'installation pour devenir une statue de Bouddha de l'autre côté.

## Galerie

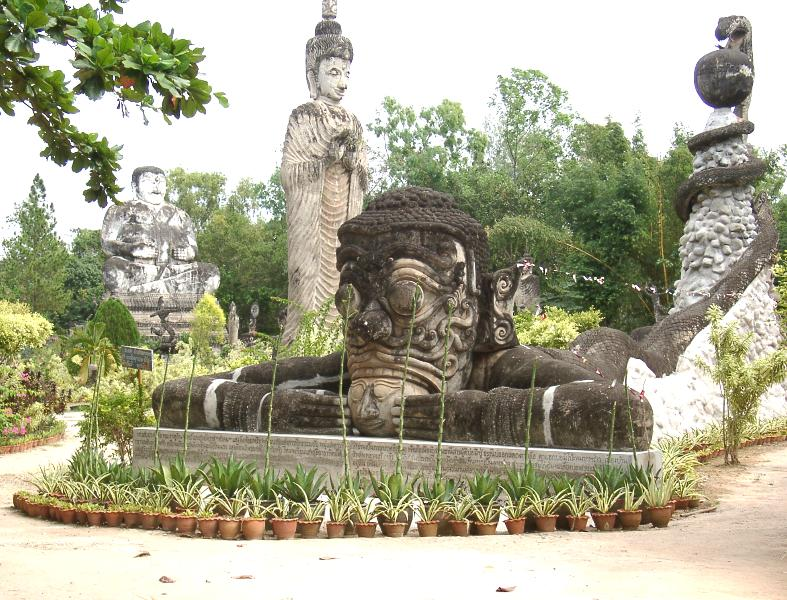
Sala Keoku
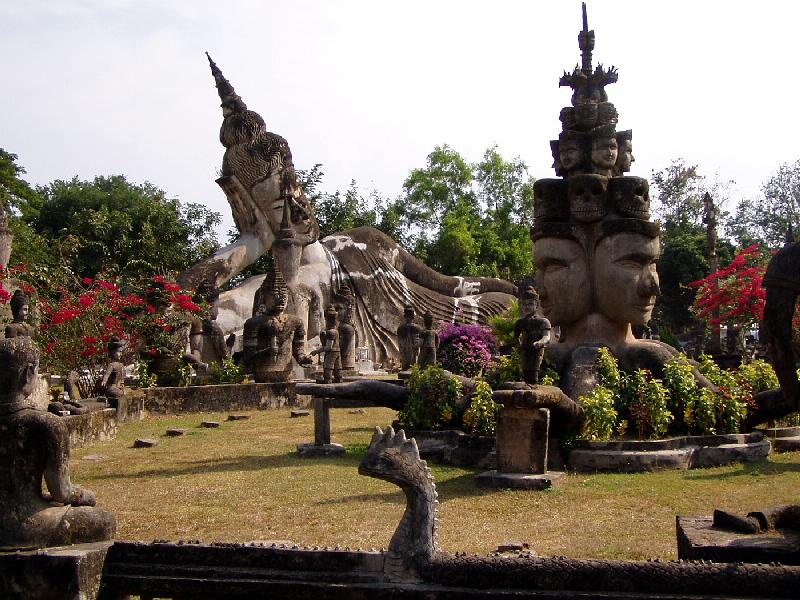
Le parc du Bouddha

## Prononciation
En raison de l'absence d'un système de romanisation standard pour le thaï et le lao, il existe une profusion d'orthographes différentes pour le nom de Bunleua Sulilat, ainsi que pour les noms de ses parcs, à tel point qu'il est pratiquement impossible de rendre compte de toutes ces orthographes.
Ainsi, le prénom de Sulilat a été orthographié Bunleua, Bounleua, Bun Leua, Boun Leua, Boon Leua, Bounlua, Bounlour, Boonlour, Bunluea, etc.
Son nom de famille a été orthographié Sulilat, Surirat, Soulilat, Sourirat, Sureerat, Su Ree Rat, etc.
Le titre Luang Pu, le moine révérend, a également été orthographié Luang Puu, Luang Pa, Louang Pou, Loungpou, etc.
Le parc du Bouddha est également connu sous le nom de Wat Xiengkhouane, Wat Xieng Khouan, Wat Xiengkhuan, Wat Xieng Khuan, Vat Xiengkhuane, etc.
Sala Keoku est également appelé Sala Keo Ku, Sala Keo Koo, Sala Keo Kou, Sala Kaew Ku, Sala Kaew Koo, Salakaewkoo, Sala Gaew Goo, Sala Kaeoku, Sala Kaeo Ku, etc. Il est également connu sous le nom de Wat Khaek. (à ne pas confondre avec le Wat Khaek, un temple hindou de Bangkok). 